# Rudolf Czerny
Rudolf Czerny (* 5. Juni 1879 in Haida in Böhmen, Österreich-Ungarn; † 1962 oder später in München) war ein deutscher Maler, Grafiker und Restaurator.

## Leben
Rudolf Czerny absolvierte die Schulzeit und eine Malerlehre in Haida und besuchte danach die dortige Staatliche Glasfachschule. Er vervollständigte seine Ausbildung in München unter Julius Diez an der Kunstgewerbeschule und Franz von Stuck an der Akademie. Czerny lebte und arbeitete in München. Unter anderem belieferte er Pariser Modehäuser mit Entwürfen. Er war Mitglied des Süddeutschen Illustratorenbundes und arbeitete wohl auch als Restaurator. Ferner schuf er Entwürfe im Stil der Wiener Sezession für die Glashütten Regenhütte und Schliersee.
1910 gewann Rudolf Czerny beim Stollwerck-Preisausschreiben „Humor in Bild und Wort“ den mit 2000 Mark dotierten ersten Preis. Das Album Pilze (Stollwerck-Album 12, Gruppe 482) wurde von W. Büxenstein in Berlin gedruckt und enthielt die Motive „Morchelmütterchen“, „Der Steinpilz“, „Der Butterpilz“, „Fliegenpilze“, „Bläulicher Dickfuß“ und „Wolfsschwämme“.
In der Zeit des Nationalsozialismus war Czerny obligatorisch Mitglied der Reichskammer der bildenden Künste. Sicher belegt ist lediglich seine Teilnahme an der Ausstellung „Westdeutsche Künstler – Münchner Zeichner“ 1943 in München.
Während die Einwohnermeldestelle München ihn 1962 als verstorben registrierte, glaubte H. Ries Nachweise für seine Tätigkeit bis 1972 gefunden zu haben.